# Kaliwedi
Kaliwedi is een bestuurslaag in het regentschap Banyumas van de provincie Midden-Java, Indonesië. Kaliwedi telt 5465 inwoners (volkstelling 2010).